# خانه کاغذی (مجموعه تلویزیونی)
خانه کاغذی (اسپانیایی: La casa de papel‎) که در آمریکا با عنوان سرقت پول (انگلیسی: Money Heist) شناخته می‌شود، یک مجموعه تلویزیونی اسپانیایی در ژانر درام جنایی سرقت است که توسط آلبرت بیستمنا ساخته شده است. این مجموعه، دو سرقت گروهی با برنامه‌ریزی دقیق و طولانی مدت را به رهبری پروفسور (آلوارو مورته)، یکی در ضرابخانه سلطنتی اسپانیا برای سرقت پول و دیگری در بانک اسپانیا برای سرقت طلا به نمایش درمی‌آورد.
این مجموعه در ابتدا به عنوان مجموعه‌ای محدود در نظر گرفته شده بود که در دو بخش باید پخش می‌شد. پخش اولیهٔ این مجموعه، در ۱۵ قسمت در شبکه اسپانیایی آنتنا ۳ از ۲ مه ۲۰۱۷ تا ۲۳ نوامبر ۲۰۱۷ انجام شد. شبکه نتفلیکس در اواخر سال ۲۰۱۷ حق پخش جهانی سریال را به‌دست‌آورد و این سریال را دوباره در ۲۲ قسمت کوتاه‌تر بارگذاری و آن را در سراسر جهان منتشر کرد. فصل ۱ در ۲۰ دسامبر ۲۰۱۷ و به دنبال آن فصل ۲ در ۶ آوریل ۲۰۱۸ منتشر شد. در آوریل ۲۰۱۸، نتفلیکس پخش این سریال را با بودجه قابل توجه و افزایش یافته برای ۱۶ قسمت جدید از سر گرفت. فصل ۳، با هشت قسمت، در ۱۹ ژوئیه ۲۰۱۹ و فصل ۴، با هشت قسمت، در ۳ آوریل ۲۰۲۰ منتشر شد. مستندی با حضور تهیه‌کنندگان و بازیگران برتر در همان روز در نتفلیکس با عنوان خانه کاغذی: پدیده (اسپانیایی: La casa de papel: El Fenómeno‎) منتشر شد.
این مجموعه در مادرید، اسپانیا فیلمبرداری شده است. بخش‌های قابل توجهی از فصل ۳ و ۴ نیز در پاناما، تایلند و ایتالیا (فلورانس) جلوی دوربین رفت. این روایت به روشی شبیه به زمان حال گفته می‌شود که شامل پیچیدگی‌های متکی به فلش‌بک، پرش‌های زمانی، انگیزه‌های شخصی پنهان و راوی غیرقابل اعتماد است. این سریال با روایت از منظر یک زن، توکیو (اورسولا کوربیرو) و داشتن یک هویت قدرتمند اسپانیایی، ژانر سرقت را برمی‌انگیزد، جایی که دینامیک عاطفی، جرم و جنایت سازمان یافته را به صورت کامل جبران می‌کند. فصل ۵ این سریال درسال ۲۰۲۱ به صورت ۲ بخش ۵ قسمتی دردسترس عموم قرار گرفت.
این سریال جوایز مختلفی از جمله بهترین سریال درام را در چهل و ششمین دوره جوایز بین‌المللی امی و همچنین تحسین منتقدان برای طرح پیچیده آن، درام‌های بین فردی، کارگردانی و تلاش برای نوآوری تلویزیون اسپانیا را دریافت کرد. آهنگ ضد فاشیستی ایتالیایی «بلا چاو» که چندین بار در طول این سریال پخش می‌شود  که در سال ۲۰۱۸ به یک سریال تابستانی پرطرفدار در سراسر اروپا بدل شد. تا سال ۲۰۱۸، این سریال پربیننده‌ترین سریال غیر انگلیسی و یکی از پرتماشاگرترین آن‌ها در نتفلیکس، همراه با شور و استقبال خاصی از طرف بینندگان اروپایی، حوزه دریای مدیترانه و جهان لاتین زبان بود.

## داستان
در سال ۲۰۱۷، داستان از جایی شروع می‌شود که یک زن با نام مستعار «توکیو» پس از ناکامی در سرقت بانکی توسط مردی به نام «پروفسور» نجات پیدا می‌کند. پروفسور او را به نقشه‌ای بسیار بزرگ‌تر دعوت می‌کند. سپس داستان به حمله چندروزه گروه هشت نفره‌ای به خانه سلطنتی پول اسپانیا در مادرید منتقل می‌شود. این هشت نفر با نام‌های رمزی از نام شهرها شناخته می‌شوند: توکیو، مسکو، برلین، نایروبی، ریو، دنور، هلسینکی و اسلو. آن‌ها لباس‌های قرمز و ماسک‌های سالوادور دالی بر چهره دارند و با گروگان گرفتن ۶۷ نفر، قصد دارند دو میلیارد و چهارصد میلیون یورو چاپ کرده و از طریق تونلی که خود ساخته‌اند فرار کنند. هدایت این عملیات از بیرون توسط پروفسور انجام می‌شود. در طول سریال، با فلش‌بک‌هایی پنج ماه آماده‌سازی دقیق گروه در یک عمارت متروکه در حوالی تولدو را مشاهده می‌کنیم؛ قوانین سختگیرانه‌ای که از آن جمله می‌توان به ممنوعیت ارتباطات شخصی اشاره کرد و هشدار به احتمال تلفات.
در بخش‌های اول و دوم، اعضای گروه با مشکلات متعددی روبرو می‌شوند؛ عدم هماهنگی، مقاومت گروگان‌ها، فشارهای روانی، و حتی شورش از جمله این مشکلات است. روایت داستان با صدای توکیو پیش می‌رود. در این میان، دنور وارد رابطه عاشقانه‌ای با گروگان به نام مونیكا می‌شود. در بیرون، بازرس راکل موریلو با پروفسور که هویتی مخفی به نام «سالوا» دارد، مذاکره می‌کند و رابطه‌ای عاطفی میان آن‌ها شکل می‌گیرد. اگرچه هویت پروفسور چندین بار نزدیک است لو برود، راکل با وجود آگاهی از حقیقت، به دلایل احساسی حاضر به تحویل او به پلیس نمی‌شود. پس از ۱۲۸ ساعت، اعضای گروه موفق به فرار می‌شوند، اما سه نفر از آن‌ها کشته می‌شوند. یک سال بعد، راکل با کارت‌پستال‌هایی که پروفسور فرستاده، به فیلیپین سفر می‌کند و در پالاون به او می‌پیوندد تا داستان به پایان برسد.
فصل دوم، در سال‌های ۲۰۱۹ تا ۲۰۲۰، سه سال پس از سرقت اول شروع می‌شود. اعضای گروه در نقاط مختلف جهان در حال زندگی آرام هستند، اما دستگیری ریو توسط یوروپل، پروفسور را وادار می‌کند تا نقشه قدیمی برلین برای حمله به بانک اسپانیا را فعال کند. گروه دوباره گردهم می‌آید و سه عضو جدید—پالرمو، بوگوتا و مارسی—به آن ملحق می‌شوند که پالرمو فرماندهی را بر عهده دارد. این بار هدف سرقت طلا و اسناد محرمانه دولتی است. پروفسور و راکل که حالا «لیسبون» نامیده می‌شود، در حال فرار و مدیریت بحران هستند. با وجود مقاومت پلیس و زخمی شدن نایروبی، اعضا در مقابل حملات ایستادگی می‌کنند. پروفسور با اعلام وضعیت اضطراری، به گروه دستور مقابله نظامی می‌دهد و حمله به یک ماشین زرهی، وجهه عمومی آن‌ها را از قهرمان به تروریست تبدیل می‌کند. قسمت سوم با زندانی شدن لیسبون و روایت توکیو از آغاز جنگ واقعی پایان می‌یابد.
بخش چهارم با تمرکز بر نجات جان نایروبی آغاز می‌شود. توکیو کودتا می‌کند و فرماندهی گروه را از پالرمو می‌گیرد. پروفسور و مارسی درمی‌یابند که لیسبون زنده است و تحت بازجویی توسط افسر سیرا قرار دارد. پس از سلسله اتفاقات و نجات نایروبی، خیانت گاندیا—رئیس امنیت بانک—باعث ایجاد آشوب می‌شود. گاندیا نایروبی را به قتل می‌رساند اما در نهایت دستگیر می‌شود. افشای شکنجه غیرقانونی ریو و بازداشت لیسبون، سیرا را از کار برکنار کرده و به دنبال پروفسور می‌فرستد. در پایان این بخش، لیسبون دوباره به گروه بازمی‌گردد و سیرا مخفیگاه پروفسور را کشف کرده و او را تهدید می‌کند.
سال ۲۰۲۱، فصل سوم آغاز می‌شود. سیرا پروفسور را دستگیر و بازجویی می‌کند. داخل بانک، اعضای گروه خود را برای مقابله با حمله ارتش آماده می‌کنند. گاندیا که از اسارت فرار کرده، به نیابت از ارتش وارد درگیری می‌شود. سیرا هنگام زایمان به کمک پروفسور نیاز پیدا می‌کند و دختری به نام ویکتوریا به دنیا می‌آورد. درگیری‌ها و ناآرامی گروگان‌ها ادامه دارد و توکیو با فداکاری خود جان گروه را نجات می‌دهد.
در ادامه، سیرا فرار کرده و پروفسور به همراه مارسی به دنبال او می‌روند. این دو که ابتدا دشمن بودند، به مرور متحد می‌شوند. گروه متوجه می‌شود که طلای سرقت شده توسط دو نفر از اعضا، رافائل و تاتیانا، پنهان شده است. اعضا توسط ارتش اسیر می‌شوند و پروفسور نامه‌ای به سیرا می‌دهد تا رافائل را پیدا کند. در بانک، بازجویی‌ها انجام می‌شود و با اعلام سرقت طلا، کشور با بحران اقتصادی روبرو می‌شود. سیرا طلای مخفی را پیدا می‌کند، اما طلای واقعی جایگزین طلای تقلبی می‌شود. اعضای گروه به ظاهر کشته می‌شوند اما زنده هستند زیرا پروفسور با مسئول پلیس به توافق رسیده است. یک روز پس از سرقت، اعضا در پایگاه هوایی جمع می‌شوند، پاسپورت‌های جدید دریافت می‌کنند و طلای اصلی را بازمی‌گردانند. در نهایت، با موفقیت بانک اسپانیا را می‌دزدند و از کشور فرار می‌کنند.

## تولید
فیلم‌برداری فصل ۱ و ۲ به صورت پشت سر هم از ژانویه تا اوت ۲۰۱۷، در مادرید انجام شد. برنامه از ابتدا این بود که بخش بزرگی از سکانس‌های فصل یک و دو در ضرابخانه سلطنتی اسپانیا با مدیریت وزارت اقتصاد و تجارت این کشور، فیلم‌برداری شود. اما با وجود همه تلاش‌ها اجازه فیلم‌برداری در این مکان صادر نشد؛ بنابراین سازندگان مجبور شدند در این زمینه فکر اساسی بکنند.
مادرید ساختمان‌های تاریخی زیادی دارد که معماری آن‌ها کم‌وبیش به هم شباهت دارد؛ بنابراین فیلم‌برداری سکانس‌های خارجی فصل ۱ و ۲ در شورای تحقیقات ملی اسپانیا (CSIS)، برخی از برداشت‌ها در دانشگاه پلی‌تکنیک مادرید و برخی نیز در تورلودونس انجام شد. برداشت‌های داخلی نیز درلوکیشن مجموعهٔ رو در رو در کولمنار ویگو و دفتر روزنامه ملی ABC اسپانیا در تورحون دی اردوز انجام شد.

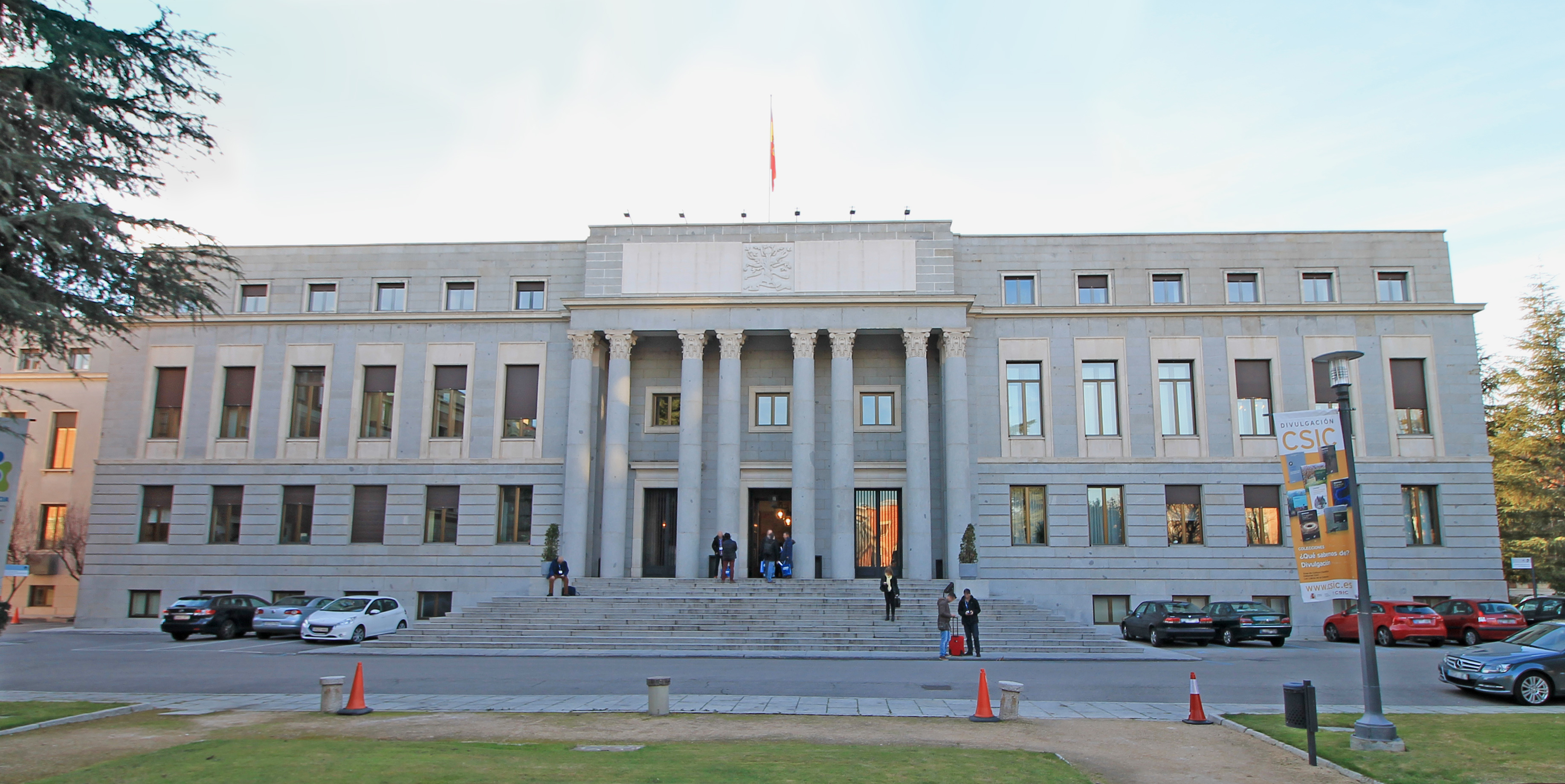
ساختمان شورای تحقیقات ملی اسپانیا، محل اصلی فیلم‌برداری فصل ۱ و ۲

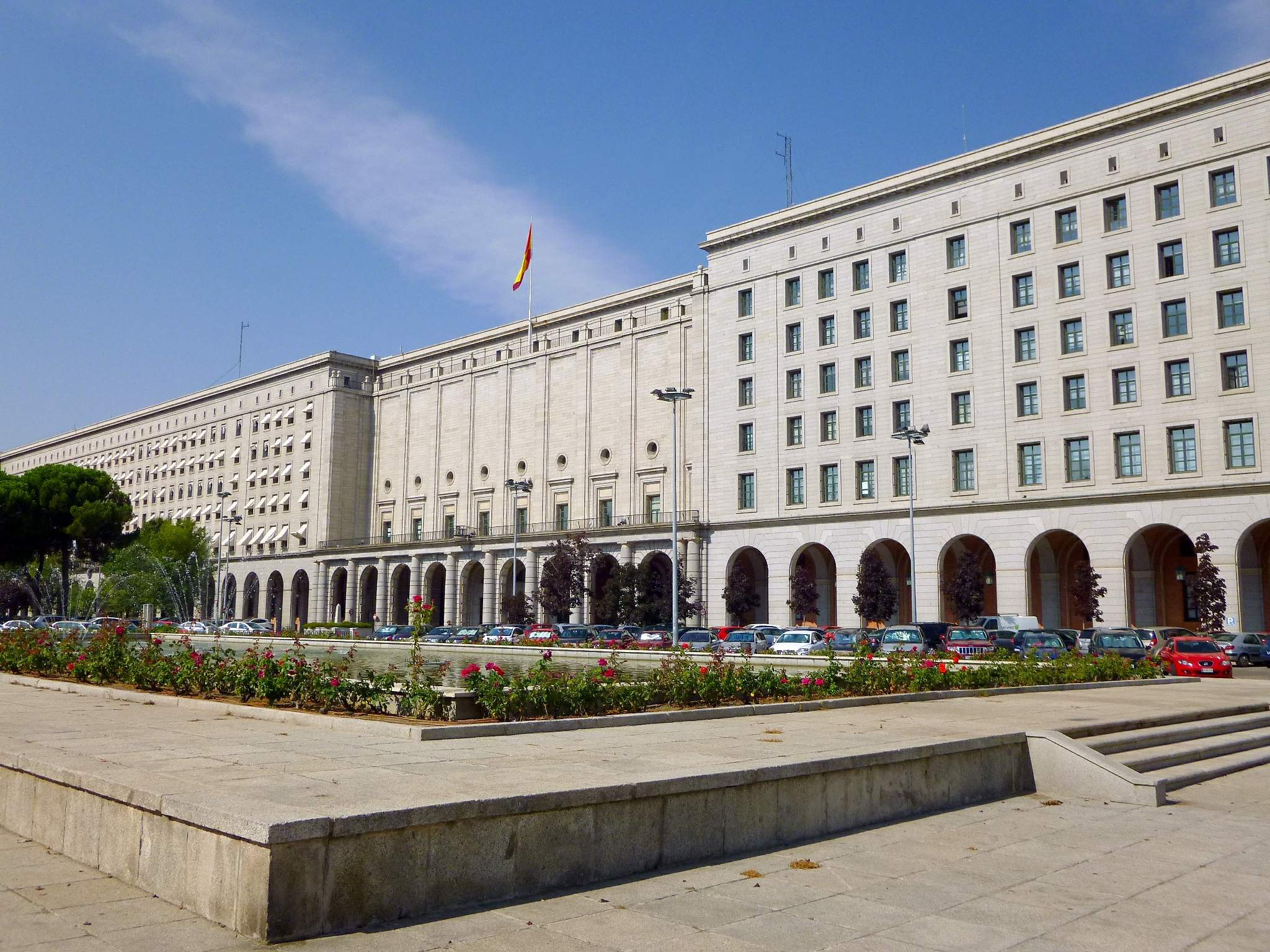
ساختمان دولتی محل اصلی فیلم‌برداری فصل ۳

فیلم‌برداری فصل‌های ۳ و ۴ نیز به‌طور پشت سر هم انجام شد و هر قسمت از این سریال طی ۲۱ تا ۲۳ روز فیلم‌برداری ساخته شد.
فیلم‌برداری این دو فصل از اکتبر ۲۰۱۸ آغاز شد و در اوت ۲۰۱۹ به پایان رسید. صحنه‌های داخلی در بانک مرکزی اسپانیا و صحنه‌های غواصی در خزانه بانک، در استودیوهای پاین‌وود در بریتانیا، تصویربرداری شدند. صحنه‌های بیرونی بانک نیز در مقابل ساختمان وزارت‌خانه‌ها در مادرید فیلم‌برداری شد. سکانس‌های ابتدایی فصل ۳ در پاناما، تایلند و فلورانس برداشت شدند. فیلم‌برداری فصل ۵ در ۱۴ مه ۲۰۲۱ آغاز شد.

### نام سریال
وقتی نام La Casa De Papel (خانه کاغذی) برای سریال انتخاب شد. پخش‌کننده جهانی به این نتیجه رسید که برای تلفظ راحت غیر اسپانیایی‌زبان‌ها، یک نام انگلیسی جایگزین انتخاب شود؛ بنابراین Money Heist (سرقت پول) برای این سریال انتخاب شد. اما این نام با اسم اصلی متفاوت بود و اگر قرار بود بر اساس آن انتخاب شود باید چیزی شبیه به House of Paper (خانه کاغذی) بود.

## گویندگان(دوبله)
دوبله این فیلم ابتدا در تابستان سال 1398 به مدیریت اکبر منانی و سپس در زمستان سال 1398 به مدیریت سعید مقدم منش انجام شد.
صدابرداری تمام بخش ها توسط فرشید فرجی در واحد دوبلاژ تلویزیون انجام شد و در نهایت از شبکه تماشا و شبکه تهران پخش شد.
| بازیگر            | نقش         | دوبلور          |
| ----------------- | ----------- | --------------- |
| آلوارو مورته      | پروفسور     | شروین قطعه‌ای    |
| پدرو آلونسو لوپز  | برلین       | کسرا کیانی      |
| اورسولا کوربرو    | توکیو       | نازنین یاری     |
| میگویل هران       | ریو         | علی منانی       |
| دایمه لورنته      | دنور        | بهروز علی محمدی |
| کلارا آلوارادو    | آریادنا     | نغمه عزیزی      |
| رودریگو د لا سرنا | سرنا        | علی‌همت مومی‌وند  |
| پاتریک کریادو     | رافایل      | افشین زی‌نوری    |
| آهیکار آزکونا     | ماتیاس      | علی بیگ محمدی   |
| انریگو آرس        | آرتور رومان | شهراد بانکی     |
| هویک کوچکریان     | بگوتا       | دانیال الیاسی   |

### نقاب دالی
نقاب چهرهٔ سالوادور دالی، نقاش سورئال اسپانیایی، به عنوان پوشش صورت سارقان انتخاب شد، زیرا چهرهٔ دالی هم نمادی فرهنگی در اسپانیا است و هم به راحتی قابل شناسایی است. نقاب دن کیشت نیز پیشنهاد شده بود که در آخر انتخاب نشد. بنیاد گالا-سالوادور دالی از این انتخاب استقبال نکرده و معتقد است که تهیه‌کنندگان باید مجوزهای لازم را از آنان دریافت می‌کردند.

### فصل ۵
در ۲۴ می ۲۰۲۱ نتفلیکس اعلام کرد فصل پنجم سریال خانه کاغذی در دو بخش پنج قسمتی و به فاصله سه ماه پخش خواهد شد.
بخش اول در ۳ سپتامبر ۲۰۲۱ (۱۲ شهریور ۱۴۰۰) و بخش دوم در ۳ دسامبر ۲۰۲۱ (۱۲ آذر ۱۴۰۰) پخش شد.

## بازیگران و شخصیت‌ها
- آلوارو مورته در نقش سرخیو مارکینا (پروفسور / سالوادور «سالوا» مارتین): مغز متفکر گروه که توسط او جمع شده و همچنین وی برادر ناتنی برلین است.
- اورسولا کوربرو در نقش سیلن اولیویرا (توکیو): یک دزد فراری است تا زمانی که پروفسور نتوانسته در برنامه خود شرکت کند، مورد تعقیب قرار می‌گیرد. او همچنین به عنوان یک راوی عمل می‌کند.
- ایتسیار ایتونیو به عنوان راکل موریلو (لیسبون): بازرس نیروی پلیس که مسئولیت این پرونده را تا زمانی که در فصل ۳ به گروه پیوست بر عهده داشت.
- پدرو آلنسو در نقش آندرس د فونولوسا (برلین): یک دزد جواهر مبتلا به بیماری، شخص دوم گروه و برادر پروفسور و معشوق مارتین بروته (پالرمو).
- پاکو توس در نقش آگستین راموس (مسکو؛ فصل ۱–۲؛ فصل ویژه ۳–۴–۵): یک معدن‌کار پیشین سابقه دار و پدر دنور.
- آلبا فلورس در نقش آگاتا خیمنز (نایروبی؛ فصل ۱–۴): یک متخصص جعل اسکناس و مسئول چاپ پول برای این گروه.
- میگل اران در نقش آنیبال کورتس (ریو): یک هکر جوان که عاشق توکیو می‌شود.
- خائیمه لورنته در نقش ریکاردو / دنیل[الف] راموس (دنور): پسر مسکو که در دزدی به او می‌پیوندد.
- استر آسبو در نقش مونیکا گاستمبیده (استکهلم): یکی از گروگان‌هایی که دبیر و معشوقه آرتورو رومن بوده و از این رابطه نامشروع باردار شده است. در طول سرقت عاشق دنور شده و به یک همدست گروه تبدیل می‌شود.
- انریکه آرسه در نقش آرتورو رومن: معشوقه مونیکا گاستمبیده، یک گروگان و مدیر سابق ضرابخانه سلطنتی اسپانیا.
- ماریا پدراسا در نقش آلیسون پارکر (فصل ۱–۲): یک گروگان و دختر سفیر انگلستان در اسپانیا.
- دارکو پریچ در نقش میرکو دراگیج (هلسینکی): یک کهنه سرباز صرب و پسر عموی اسلو.
- کیتی مانبر در نقش ماریوی فوئنتس (فصل ۱–۲; فصل ویژه ۳–۴): مادر راکل (بازرس اولیه پرونده) و مبتلا به بیماری آلزایمر.
- هویک کوچکریان در نقش بوگوتا (فصل ۳–۵): متخصص متالورژی که با هدف سرقت بانک اسپانیا به گروه پیوسته است.
- رودریگو د لا سرنا در نقش مارتین بروته (پالرمو / مهندس؛ فصل ۳–۵): یکی از دوستان قدیمی آرژانتینی برلین که سرقت بانک اسپانیا را با او برنامه‌ریزی کرده بود و مسئولیت خود را به عنوان فرمانده به عهده می‌گیرد. او سالیان سال عاشق اندرس د فونویوزا (برلین) بوده است.
- نایوا نیمری در نقش آلیسیا سیرا (فصل ۳–۵): یک بازرس باردار از نیروی گارد ملی است که پس از بازرس راکل، مسئولیت این پرونده را برعهده می‌گیرد.
- لوکا پروش در نقش مارسی (فصل ۴–۵؛ فصل ویژه ۳): عضو باندی که به سرقت بانک اسپانیا پیوسته است.
- بلن کوئستا در نقش خولیا (مانیلا؛ فصل ۴–۵; فصل ویژه ۳): فرزندخوانده مسکو و دوست دوران کودکی دنور. او یک ترازن است که به این باند می‌پیوندد و در جریان سرقت از بانک اسپانیا یکی از گروگان‌ها قرار می‌گیرد.
- فرناندو کایو در نقش سرهنگ لوییس تامایو (فصل ۴و۵; فصل ویژه ۳): عضو اطلاعاتی اسپانیا که نظارت بر کار آلیسیا در این پرونده است.

### نقش‌های مکمل
- روبرتو گارسیا رویز در نقش دیمیتری مستووی / رادکو دراگیچ[ب] (اسلو؛ فصل ۱–۲؛ فصل ویژه ۳–۴): یک کهنه سرباز صرب و پسر عموی هلسینکی.
- فرناندو سوتو در نقش آنخل روبیو (فصل ۱–۲; فصل ویژه ۳–۴–۵): معاون بازرس و همکار بازرس راکل. وی از سالیان پیش عاشق راکل بوده که موفق به کشف هویت پروفسور می‌شود.
- خوان فرناندز مخیاس در نقش سرهنگ لوییس پریتو (فصل ۱–۲؛ فصل ویژه ۳–۴): عضو اطلاعاتی اسپانیا که مسئولیت وی نظارت بر کار راکل در این پرونده است.
- آنا گراس در نقش مرسدس کلمنار (فصل ۱–۲): معلم آلیسون و یکی از گروگان‌ها.
- فران مورسیو در نقش پابلو رویز (فصل ۱): همکلاسی مدرسه آلیسون و یکی از گروگان‌ها.
- کلارا آلوارادو در نقش آریادنا کاسکالز (فصل ۱–۲): یکی از گروگان‌هایی که در ضرابخانه کار می‌کند.
- ماریو د لا روسا در نقش سوارز: رئیس گروه عملیات ویژه.
- میکل گارسیا بوردا در نقش آلبرتو ویکونیا (فصل ۱–۲؛ فصل ویژه ۴): شوهر سابق راکل و دکتر پزشکی قانونی.
- نایا گوس در نقش پائولا ویکونیا موریو: دختر راکل و آلبرتو.
- خوزه مانوئل پوگا در نقش سسار گاندیا (فصل ۴؛ فصل ویژه ۳): رئیس امنیت بانک مرکزی اسپانیا که از گروگانگیری فرار می‌کند و باعث ایجاد ویرانی برای این گروه می‌شود.
- آنتونیو رومرو در نقش بنیتو آنتوانیانزاس (فصل ۳–۴): دستیار سرهنگ لوییس تمایو، که از طرف پروفسور متقاعد می‌شود وظایفی را برای او انجام دهد.
- پپ مونه در نقش ماریو اوربانخا (فصل ویژه ۳–۴): فرماندار بانک اسپانیا.
- اولایا هرناندز در نقش آماندا (فصل ویژه ۳–۴): گروگانی که ارتورو رومن به او تجاوز می‌کند.
- ماری کارمن سانچز در نقش پاکیتا (فصل ویژه ۳–۴): یک گروگان و یک پرستار که هنگام بهبودی به سمت نایروبی گرایش پیدا می‌کند.
- کارلوس سوارز در نقش میگل فرناندز (فصل ویژه ۳–۴): یک گروگان عصبی.
- رامون آگیره در نقش بنخامین (فصل ویژه ۴–۵): پدر مانیل که در برنامه خود به پروفسور کمک می‌کند.
- آییکار آزکونا در نقش ماتیاس کانیو (فصل ویژه ۳–۴): یک عضو گروه که گروگان‌ها را نگه می‌دارد.
- آنتونیو گارسیا فرراس در نقش خودش (فصل ویژه ۴): روزنامه‌نگار.
- دیانا گومس در نقش تاتیانا (فصل ۳ و ۵): پنجمین همسر سابق برلین که یک پیانیست حرفه‌ای و سارق است.
- پاتریک کریادو در نقش رافائل (فصل ۵): پسر برلین و برادرزاده پروفسور
- میگل آنخل سیلوستره در نقش رنه (فصل ۵): دوست پسر توکیو قبل از همکاری با پروفسور

## فصل‌ها و قسمت‌ها
| بخش | فصل | قسمت‌ها | قسمت‌ها | تاریخ اصلی پخش | تاریخ اصلی پخش | تاریخ اصلی پخش |
| بخش | فصل | قسمت‌ها | قسمت‌ها | اولین بار      | آخرین بار      | شبکه           |
| --- | --- | ------ | ------ | -------------- | -------------- | -------------- |
| ۱   | ۱   | ۱۳     | ۱۳     | ۲ مه ۲۰۱۷      | ۲۷ ژوئن ۲۰۱۷   | آنتنا ۳        |
| ۲   | ۱   | ۹      | ۹      | ۱۶ اکتبر ۲۰۱۷  | ۲۳ نوامبر ۲۰۱۷ | آنتنا ۳        |
| ۳   | ۲   | ۸      | ۸      | ۱۹ ژوئیه ۲۰۱۹  | ۱۹ ژوئیه ۲۰۱۹  | نتفلیکس        |
| ۴   | ۲   | ۸      | ۸      | ۳ آوریل ۲۰۲۰   | ۳ آوریل ۲۰۲۰   | نتفلیکس        |
| ۵   | ۳   | ۱۰     | ۵      | ۳ سپتامبر ۲۰۲۱ | ۳ سپتامبر ۲۰۲۱ | نتفلیکس        |
| ۵   | ۳   | ۱۰     | ۵      | ۳ دسامبر ۲۰۲۱  | ۳ دسامبر ۲۰۲۱  | نتفلیکس        |